# 김희재 (가수)
김희재(1995년 6월 9일 ~ )는 대한민국의 가수이다.

## 학력
- 월평중학교 (졸업)
- 한국예술고등학교 음악과 (졸업)
- 명지전문대학 실용음악과 (전문학사)

## 개요
대한민국의 가수 겸 뮤지컬 배우이다.
《내일은 미스터트롯》에서도 7위를 차지하며 TOP7에 이름을 올렸다.
《놀라운 대회 스타킹》을 통해 이름을 알렸는데 당시 '울산 이미자'로 활동하며 전국노래자랑과 여러 가요무대 등에 참가하며 트로트 신동으로서의 입지를 다졌다.
SM아이돌연습생이였다.

## 활동
- 2011년 전국노래자랑에서 최우수상을 수상 하며 등장하였다.
- 2020년, TV조선 《내일은 미스터트롯》에서 최종 7위를 차지하였다. 팬클럽으로는 희랑별이 있다.
- 2023년 뮤지컬 "모차르트" 볼프강모차르트 역으로 활약하였다
- 2024년 뮤지컬 "4월은너의거짓말" 아리마코세이 역으로 활약예정이다.

## 방송
- 2008년 SBS 《스타킹》
- 2020년 TV CHOSUN 《내일은 미스터트롯》
- 2020년 TV CHOSUN 《미스터트롯의 맛》
- 2020년 TV CHOSUN 《신청곡을 불러드립니다 - 사랑의 콜센타》
- 2020년 TV CHOSUN 《보도본부 핫라인》(with 김호중)
- 2020년 JTBC 《뭉쳐야 찬다》(with 미스터트롯 TOP7)
- 2020년 JTBC 《아는형님》(with 미스터트롯 TOP7)
- 2020년 JTBC 《유랑마켓》
- 2020년 KBS2 《불후의 명곡 전설을 노래하다》 게스트 (with 미스터트롯 TOP7)
- 2020년 MBC 《구해줘! 홈즈》(with 임영웅)
- 2020년 MBC 《꼰대인턴 방구석 팬미팅》(with 영탁)
- 2020년 JTBC《히든싱어 6》
- 2020년 TV CHOSUN 《플레희리스또》 (with 이찬원)
- 2020년 TV CHOSUN 《뽕숭아학당》 (with 미스터트롯 TOP6)
- 2023년 KBS2 《불후의 명곡 - 전설을 노래하다》2023 설 특집 RE:PLAY 장윤정편 특별MC
- 2023년~ SBS M 《더 트롯쇼》 MC

## 드라마
- 2022년 MBC 주말드라마 《지금부터, 쇼타임!》 - 이용렬 역

## 앨범
- 2020년 - 나는 남자다 (내일은 미스터트롯 결승전 베스트)
- 2020년 - 오르막길 (꼰대인턴 OST Part 3)
- 2021년 - 따라따라와 발매
- 2021년 - 팬송 별,그대 발매
- 2022년 - 정규 1집 희재 (熙栽) 발매
- 2023년 - 그대발길머무는곳에 (진짜가나타났다 OST 리메이크)
- 2024년 - 정규 2집 희로애락 (喜怒哀樂) 발매

## 콘서트
- 2020년 《내일은 미스터트롯 대국민 감사콘서트》
- 2021년 10월29일~31일 팬 콘서트 《별,그대》 서울-올림픽공원,올림픽홀[1]

## 수상
- 《내일은 미스터트롯》 최종 7위
- 2020년 뉴시스 2020 한류엑스포 차세대 한류스타상

8월 10일 제4회 탐진강 은어축제 대상 (콩깍지)
2008년 7월 26일 제6회 강동해변 영화축제 인기상 (짠짜라)
10월 11일 제3회 전국 리틀트로트가요제 은상
11월 8일 KBS 전국노래자랑 울산 중구 편 최우수상
(하이하이하이, 사랑아)
2009년 3월 28일 제3회 강동수산물축제 대상
2011년 9월 7일
KBS 전국노래자랑 서울 성동구 편 장려상 (하니하니)
2013년 10월 12일 전국 청소년 트로트가요제 대상 (아카시아)
2016년 6월 30일 제5회 청춘노래자랑 최우수상 (초혼)
11월 30일 청춘노래자랑 2016 연말결선 금상
12월 4일 제2회 황악산 전국가요제 은상
12월 23일 제4회 권혜경 가요제 인기상
2017년 1월 19일 KBS 전국노래자랑 설특집 장려상 (돌리도)
5월 17일 제3회 황악산 전국가요제 장려상
9월 8일 제21회 제천박달가요제 은상
9월 17일 제16회 시흥시 전국 가요제 장려상
9월 30일 제2회 청원생명가요제 대상
10월 28일 선암호수가요제 동상 회룡포
12월 27일 대한민국 청소년트로트가요제 대상 (남자는 말합니다)
2018년 4월 28일 노래방가요제 본선 동상 (남자는 말합니다)
5월 19일 봄내가요제 최우수상
2020년 8월 26일 2020 한류문화대상 차세대 한류스타상
2020년 12월 5일 멜론뮤직어워즈 핫 트렌드상

## 가족 관계
- 아버지:김종수
- 어머니:전승희
- 여동생(1998년생), 남동생(2013년생)